# Auditorio Ryman

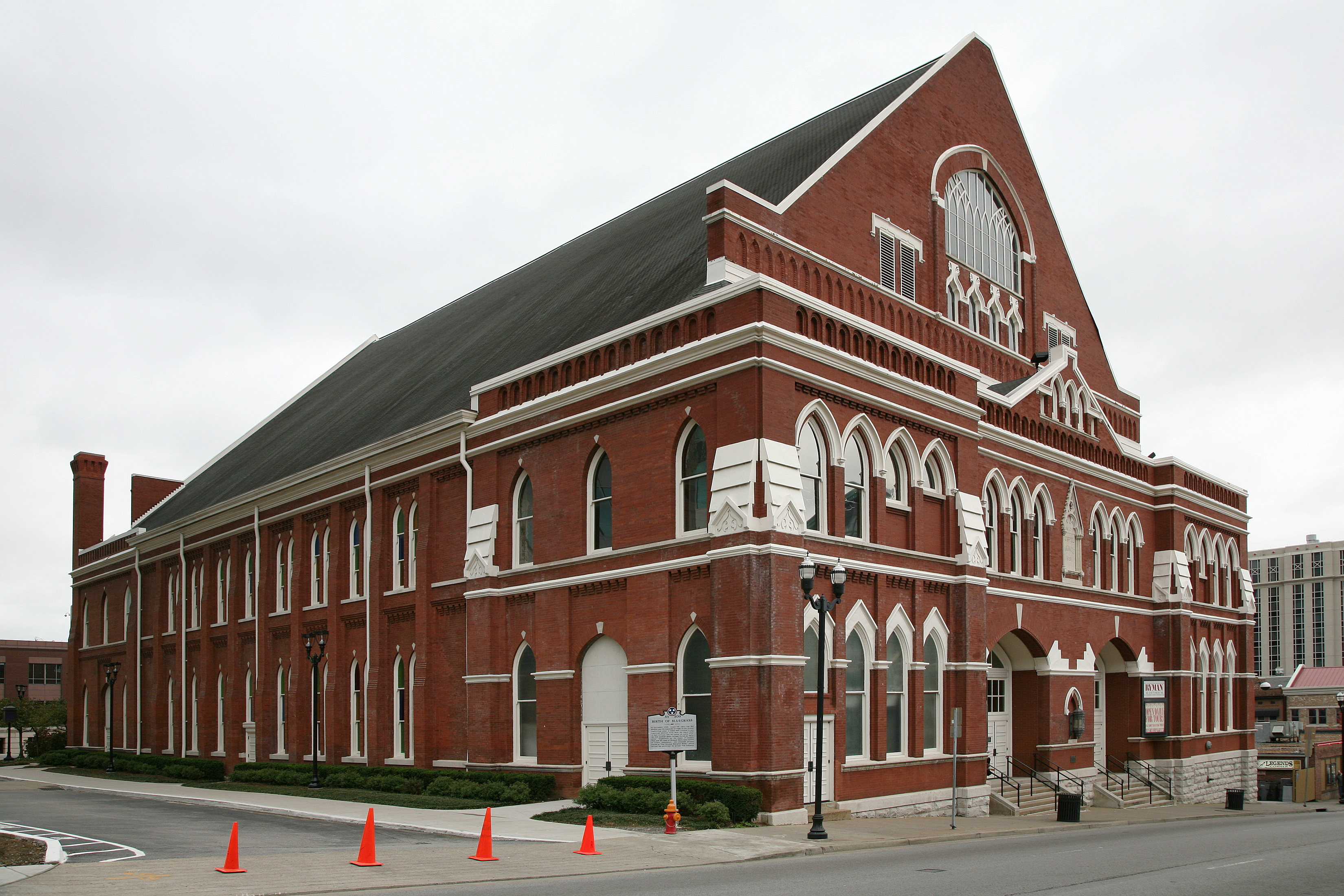
Auditorio Ryman

El Auditorio Ryman es un lugar para presentaciones en vivo con capacidad para 2362 asientos ubicado en Nashville, Tennessee, Estados Unidos. El lugar alberga conciertos de distintos géneros musicales, así como teatro musical y comedia stand-up.
Concebido como un tabernáculo para el evangelista Samuel Porter Jones, su construcción fue encabezada por Thomas Ryman, un hombre de negocios local. El auditorio se inauguró como el Union Gospel Tabernacle en 1892.
Entre 1943 a 1974, el lugar fue la casa del programa radial Grand Ole Opry. Fue incluido en el Registro Nacional de Lugares Históricos en 1971 y luego fue designado como Monumento Histórico Nacional el 25 de junio de 2001, por su papel fundamental en la popularización de la música country.